# Djævlerytteren Dan Malloy
Djævlerytteren Dan Malloy (originaltitel The Calgary Stampede) er en amerikansk stumfilm fra 1925 instrueret af Herbert Blaché.

## Medvirkende
- Hoot Gibson som Dan Malloy
- Virginia Browne Faire som Marie La Farge
- Pierre Faunce som Jean La Farge
- Clark Comstock som Al Morton
- Ynez Seabury som Neenah
- Jim Corey som Fred Burgess
- Philo McCullough som Callahan R.C.M.P.